# Lennart Strandberg

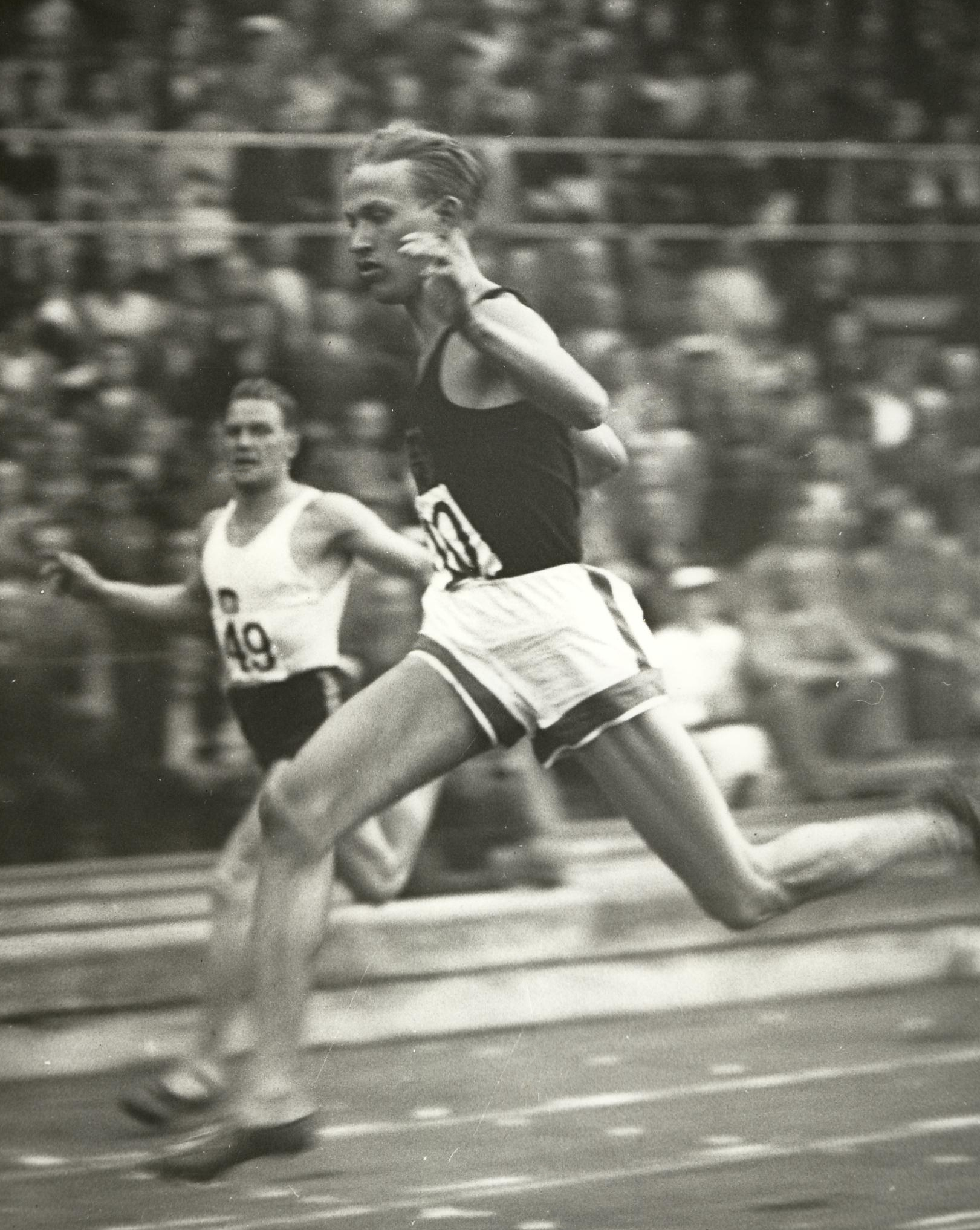
Lennart Strandberg in den 1930er Jahren

Lennart Strandberg (Hans Lennart Olofsson Strandberg; * 26. März 1915 in Malmö; † 23. Dezember 1989 in Ystad) war ein schwedischer Sprinter.
Bei den Olympischen Spielen 1936 kam er über 100 m auf den sechsten Platz.
1938 gewann er bei den Leichtathletik-Europameisterschaften in Paris Bronze über 100 m und mit der schwedischen Mannschaft Silber in der 4-mal-100-Meter-Staffel.
Am 26. September 1936 stellte er in Malmö mit 10,3 s den Europarekord über 100 m ein.